# Ivan Krasko
Ján Botto (n. 12 iulie 1876, Lukovištia, Banskobystrický kraj, Slovacia – d. 3 martie 1958, Bratislava, Cehoslovacia), cunoscut sub pseudonimele Bohdana J. Potokinová, Ivan Krasko și Janko Cigáň, a fost un poet și traducător slovac.
Este considerat părintele poeziei slovace moderne. A scris o lirică simbolistă, cu adânci ecouri romantice, având ca temă drama umană, cunoașterea și prin care utilizează tehnica sugestiei și a evocării, dovedind o deosebită măiestrie a formei artistice.

## Scrieri
- 1909: Nox et solitudo
- 1912: Versuri ("Verše").